# David O. McKay
David Oman McKay (Huntsville, Utah, 8 de Setembro de 1873 — Salt Lake City, Utah, 18 de Janeiro de 1970), foi um religioso estadunidense, o nono presidente de A Igreja de Jesus Cristo dos Santos dos Últimos Dias.
Seu ministério foi marcado pela grande preocupação com as famílias, tanto entre os membros da Igreja quanto entre as famílias não-SUD.

Sua mais conhecida citação reflete bem isso:
| “ | Nenhum outro sucesso na vida pode compensar o fracasso no lar. | ” |